# Novosedly, Strakonice
Novosedly là một làng thuộc huyện Strakonice, vùng Jihočeský, Cộng hòa Séc.